# 劉淑相
刘淑相（？年—），原名刘天麟，字养忠，号东岩，湖广麻城人。明朝政治人物。

## 生平
正德八年（1513年）举人，正德九年（1514年）三甲进士，初授南京兵部主事，转北兵部职方司署郎中，嘉靖四年（1525年）四月出爲山东左参议，晋山东按察司副使，九年十月升转四川按察使，十一年五月升四川右布政使，十二年七月迁广西左布政使，十三年九月升顺天府尹。其性亢直，不畏强权，贵人多忌惮之，下锦衣狱，罢归，卒于乡。